# ক
Cette page contient des caractères spéciaux ou non latins. S’ils s’affichent mal (▯, ?, etc.), consultez la page d’aide Unicode.
ক, appelé kokar, ko ou ka et transcrit k, est une consonne de l’alphasyllabaire bengali.

## Représentations informatiques
Ses caractères Unicode sont :
| formes | représentations | chaînes de caractères | points de code | descriptions                              |
| ------ | --------------- | --------------------- | -------------- | ----------------------------------------- |
| pleine | ক               | ক                     | U+0995         | lettre bengali ka                         |
| morte  | ক্               | ক◌্                    | U+0995 U+09CD  | lettre bengali ka, symbole bengali virama |